# Ranirbazar
Ranirbazar è una suddivisione dell'India, classificata come nagar panchayat, di 11.003 abitanti, situata nel distretto del Tripura Occidentale, nello stato federato del Tripura. In base al numero di abitanti la città rientra nella classe IV (da 10.000 a 19.999 persone).

## Geografia fisica
La città è situata a 23° 49' 60 N e 91° 22' 0 E e ha un'altitudine di 21 m s.l.m..

## Società

### Evoluzione demografica
Al censimento del 2001 la popolazione di Ranirbazar assommava a 11.003 persone, delle quali 5.660 maschi e 5.343 femmine. I bambini di età inferiore o uguale ai sei anni assommavano a 1.110, dei quali 613 maschi e 497 femmine. Infine, coloro che erano in grado di saper almeno leggere e scrivere erano 8.499, dei quali 4.648 maschi e 3.851 femmine.